# Espadarana
Espadarana is een geslacht van kikkers uit de familie glaskikkers (Centrolenidae) en de onderfamilie Centroleninae. De groep werd voor het eerst wetenschappelijk beschreven door Juan M. Guayasamin, Santiago Castroviejo-Fisher, Linda Trueb, José Ayarzagüena, Marco Rada en Carles Vilà in 2009.
Er zijn vijf soorten die voorkomen in delen van Midden-Amerika en leven in de landen Colombia, Costa Rica, Ecuador, Honduras, Nicaragua, Panama en Venezuela.

## Soorten
- Soort Espadarana andina
- Soort Espadarana audax
- Soort Espadarana callistomma
- Soort Espadarana durrellorum
- Soort Espadarana prosoblepon

Centrolene · Chimerella · Cochranella · Espadarana · Nymphargus · Rulyrana · Sachatamia · Teratohyla · Vitreorana